# Bistum Guéckédou
Das Bistum Guéckédou (lat.: Dioecesis Gueckedouensis) ist eine in Guinea gelegene römisch-katholische Diözese mit Sitz in Guéckédou.

## Geschichte
Papst Franziskus errichtete das Bistum am 29. Juni 2023 aus Gebietsabtretungen der Bistümer Kankan und Nzérékoré. Gleichzeitig unterstellte er das neue Bistum dem Erzbistum Conakry als Suffragandiözese. Zum ersten Diözesanbischof ernannte er Norbert Tamba Sandouno.

## Territorium
Das Bistum Guéckédou umfasst eine Fläche von 35.476 Quadratkilometern. Es grenzt im Norden an das Bistum Kankan, im Westen an das Bistum Kenema in Sierra Leone, im Süden an das Bistum Gbarnga in Liberia und im Osten an das Bistum Nzérékoré. Das Territorium des Bistums erstreckt sich über die Präfekturen Guéckédou, Kissidougou, Kérouané und Macenta.